# The Standells
The Standells was een Amerikaanse rockband uit Los Angeles.

## Bezetting
Oprichters
- Lawrence 'Larry' Tamblyn (zang, keyboards)
- Tony Valentino (gitaar)
- Dave Burke (gitaar, tot 1967)
- Gary Lane (basgitaar)
- Gerry Leeds (drums, tot 1965)

Laatste bezetting
- Larry Tamblyn (zang, keyboards)
- Tony Valentino (gitaar)
- John Fleck (basgitaar)
- Dick Dodd (drums, † 2013)

## Geschiedenis
De band begon onder de naam Larry Tamblyn & the Standells en namen onder deze naam in 1964 hun eerste single op. Uiteindelijk werd de naam ingekort naar The Standells. De eerste publicaties waren naar commerciële patronen gebreide twist- en rock-'n-roll-opnamen. Er volgde een eerste album en meerdere singlepublicaties bij Liberty Records en vervolgens bij MGM Records en Vee-Jay Records. Tijdens deze periode waren ze een populaire plaatselijke band, die optrad in de film Get Yourself a College Girl. Op de soundtrack waren ze vertegenwoordigd met twee songs, waardoor hun bekendheid weliswaar steeg, maar niet leidde tot een groot succes. The Standells in de bezetting Tamblyn, Lane, Valentino en Dodd traden in 1965 ook op in de aflevering Far Out Munster van de tv-serie The Munsters, waar ze de eigen compositie Come On and Ringo en een coverversie van I Want to Hold Your Hand van The Beatles speelden.
Het keerpunt kwam in de persoon van Ed Cobb. Hij produceerde de band voor de twee singles bij Vee-Jay Records. Enthousiast door het potentiaal van de band overtuigde hij hen om voor Tower Records een van zijn composities Dirty Water in te spelen, die in 1966 werd uitgebracht. Cobb produceerde de single en gaf de band een ruwer en meer agressief geluid. De band haatte deze opnamen en was verrast, toen de single zich plaatste in de Amerikaanse hitlijst (#11). Enthousiast door dit succes werkten ze verder samen met Cobb. Er volgden de singles Sometimes Good Guys Don't Wear White (#43) en Why Pick On Me (#54) en nog drie albums in hetzelfde jaar.
1967 bracht vooreerst nauwelijks successen. De single en het album Try It werd wegens de ondubbelzinnige seksuele zinspelingen in de tekst geboycoteerd door radiozenders en handelaars. Om weer aansluiting aan de eerdere successen te krijgen, werd de aansluitende single uitgebracht als The Sllednats (omgekeerde spelling van Standells). Men hield het voor een humoristische marketingtruc, die de flop van de single in elk geval perfect maakte. De daaropvolgende single Riot On Sunset Strip, die verwees naar de onlusten tussen politie en hippies op de Sunset Strip in Los Angeles, kon zich weer plaatsen in de hitlijst (#133). De single werd ingespeeld voor de gelijknamige b-film, waarin de band naast The Chocolate Watchband ook was te zien. Er werden tot 1968 twee verdere singles uitgebracht, waarvan er een zich plaatste in de hitlijst (#78), toen de samenwerking met Ed Cobb eindigde. Dit leidde uiteindelijk tot de ontbinding van de band.
De compositie Tainted Love van Ed Cobb hadden The Standells nooit opgenomen. In plaats daarvan produceerde hij de song in 1968 met de r&b-zangeres Gloria Jones, maar was toentertijd niet echt een succes. Pas midden jaren 1970 ontdekte het Britse northern soul-circuit de song en maakte deze tot een van hun grootste hits. Daar hoorde Marc Almond de song en maakte deze begin jaren 1980 tot de grootste hit voor zijn band Soft Cell.
Tamblyn overleed in maart 2025 op 82-jarige leeftijd.

## Discografie
- 1964: The Standells In Person At PJ'S Dirty Water (live-album, werd later heruitgebracht onder de titel Live And Out of Sight)
- 1966: Dirty Water
- 1966: Why Pick On Me – Sometimes Good Guys Don't Wear White
- 1966: The Hot Ones
- 1967: Try It!

### Soundtracks
- 1964: Get Yourself A College Girl
- 1967: Riot On Sunset Strip